# Yevgenov
Yevgenov är en udde i Antarktis. Den ligger i Östantarktis. Australien gör anspråk på området.
Terrängen inåt land är kuperad åt sydväst, men åt nordväst är den platt. Havet är nära Yevgenov åt nordost. Trakten är obefolkad. Det finns inga samhällen i närheten.